# Susanna Wesley
Susanna Annesley Wesley (Londres, 20 de enero de 1669-Londres, 23 de julio de 1742) fue una metodista inglesa, conocida como la «Madre del Metodismo». Era hija de Samuel Annesley y Mary White, y fue madre de John y Charles Wesley.
«...Aunque nunca predicó un sermón o publicó un libro o fundó una iglesia, (ella) es conocida como la Madre del Metodismo. ¿Por qué? Porque dos de sus hijos, John Wesley y Charles Wesley, como niños, consciente o inconscientemente, aplicaron el ejemplo, las enseñanzas y las circunstancias de su vida hogareña.»

## Biografía
Susanna Wesley era la menor de 25 hijos. Su padre, el Dr. Samuel Annesley, era disidente de la iglesia establecida de Inglaterra. A los 13 años, Susanna dejó de asistir a la iglesia de su padre y se unió a la Iglesia oficial de Inglaterra.
Se casó con Samuel Wesley el 11 de noviembre de 1688. Samuel tenía 26 años y Susanna 19.
Susanna y Samuel Wesley tuvieron 19 hijos. Nueve de sus hijos murieron cuando eran bebés. Cuatro de los niños que murieron eran gemelos. Una criada asfixió accidentalmente a un niño. A su muerte, solo ocho de sus hijos seguían vivos.
Susanna experimentó muchas dificultades a lo largo de su vida. Su esposo la abandonó junto con sus hijos durante más de un año, debido a una pequeña disputa.

Para su marido ausente, Susanna Wesley escribió:
Soy una mujer, pero también soy la amante de una gran familia. Y aunque el cargo superior de las almas contenidas en él recae sobre ti, sin embargo, en tu larga ausencia, no puedo dejar de ver cada alma que dejas bajo mi cargo como un talento comprometido conmigo bajo un fideicomiso. No soy un hombre ni un ministro, pero como madre y amante sentí que debía hacer más de lo que había hecho. Resolví comenzar con mis propios hijos; en el cual observo el siguiente método: tomo la proporción de tiempo que puedo dedicar todas las noches para conversar con cada niño aparte. El lunes hablo con Molly, el martes con Hetty, el miércoles con Nancy, el jueves con Jacky, el viernes con Patty, el sábado con Charles.
Samuel Wesley estuvo un tiempo en prisión dos veces debido a sus capacidades financieras pobres, y la carencia de dinero era una continua lucha para Susanna. Su casa estuvo quemada  dos veces; durante uno de los fuegos, su hijo, John, casi muere y tuvo que ser rescatado de la ventana del segundo piso. Ella fue la principal fuente de educación de sus hijos.
Después del segundo incendio, se vio obligada a colocar a sus hijos en diferentes hogares durante casi dos años mientras se reconstruía la rectoría. Durante este tiempo, los niños Wesley vivían bajo las reglas de los hogares en los que vivían. Susanna estaba mortificada de que sus hijos comenzaran a hablar y jugar de manera inapropiada más que al estudio.
“Bajo ninguna circunstancia se les permitió a los niños tener lecciones hasta que cumplieran su quinto año, pero al día siguiente de su quinto cumpleaños comenzó su educación formal. Asistieron a clases durante seis horas y el primer día se suponía que debían aprender todo el alfabeto. Todos sus hijos, excepto dos, lograron esta hazaña, y a Susanna le pareció muy atrasada".[3] "Los niños obtuvieron una buena educación. Incluidas las hijas, todas aprendieron latín y griego y estaban bien formadas en los estudios clásicos que eran tradicionales en Inglaterra en ese momento".[4]

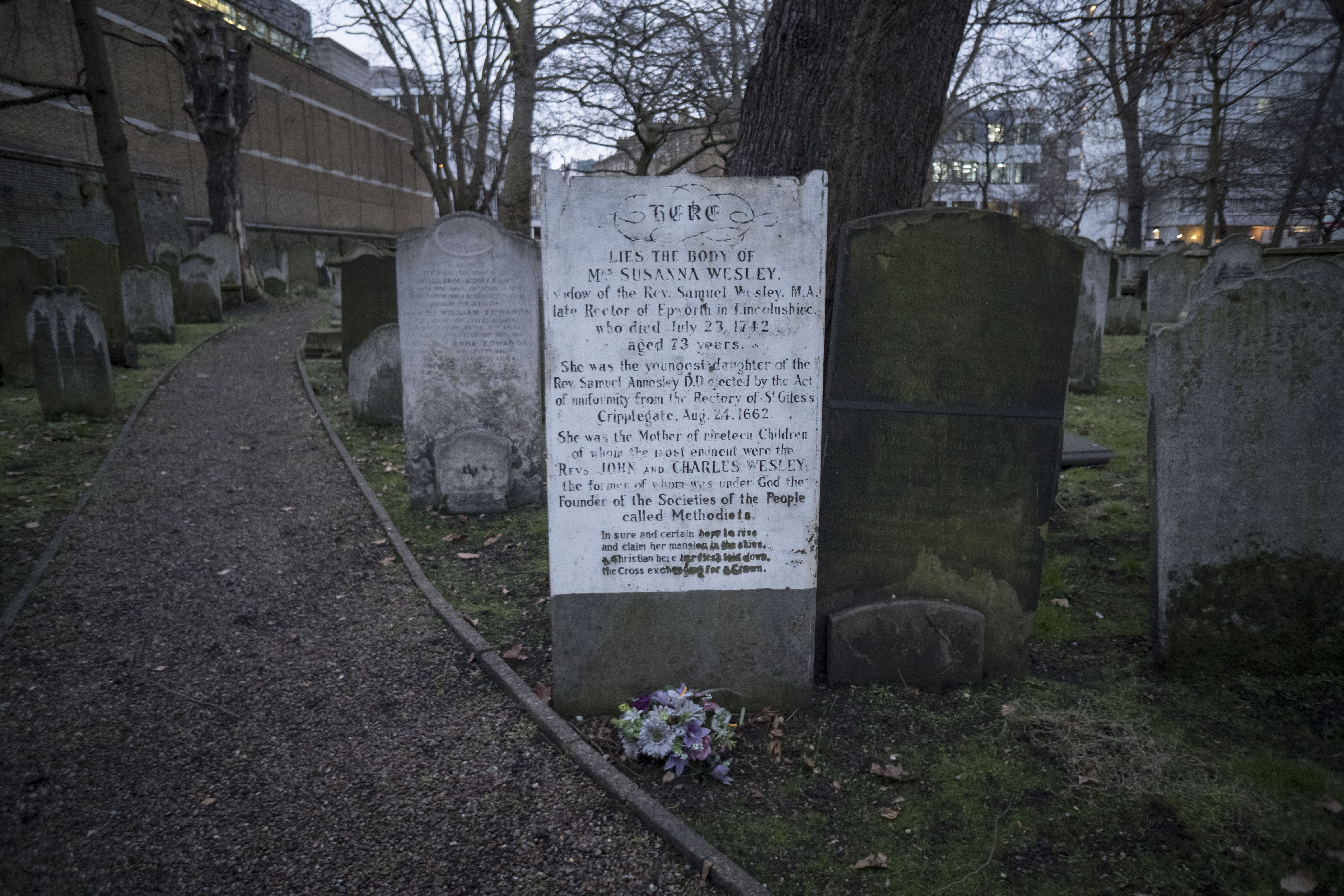
La lápida de Wesley en Bunhill tierra de entierro de los Campos

Durante un tiempo en que su esposo estaba en Londres, defendiendo a un amigo de los cargos de herejía, había designado un sustituto para que transmitiera el mensaje. Los sermones del hombre giraban únicamente en torno al pago de deudas. La falta de enseñanza espiritual diversa hizo que Susanna reuniera a sus hijos el domingo por la tarde para los servicios familiares. Cantaban un salmo y luego Susanna leía un sermón del archivo de sermones de su esposo o padre seguido de otro salmo. La gente local comenzó a preguntar si podían asistir. En un momento, había más de 200 personas que asistirían al servicio de los domingos por la tarde de Susanna, mientras que el servicio del domingo por la mañana se redujo a casi nada. 
Wesley practicó las devociones diarias a lo largo de su vida, y en su respuesta a la carta de su hijo Charles, se refirió a su experiencia de la depravación de su naturaleza humana y la gracia de Dios. La carta también muestra que ella ha estado completamente despierta a los placeres espirituales durante muchos años, con los cuales sus hijos se familiarizaron recientemente.[6]
Su esposo Samuel pasó toda su vida y todas las finanzas de la familia en su trabajo exegético del Libro de Job . Sin embargo, su trabajo no fue recordado y tuvo poco impacto en su familia más que como una dificultad. En contraste, Susanna escribió varias piezas que serían fundamentales en la educación de sus hijos. Además de las cartas, Susanna Wesley escribió meditaciones y comentarios bíblicos para su propio uso. Ella escribió comentarios extendidos sobre el Credo de los Apóstoles, la Oración del Señor, los Diez Mandamientos. Por desgracia, muchos de estos se perdieron en el incendio de la rectoría, pero muchos sobreviven. El medio más accesible para sus escritos es la excelente e importante Susanna Wesley de Charles Wallace, The Complete Writings. [1]

## En cine
En 1954, la Comisión de Radio y Cinematografía de la Iglesia Metodista de Gran Bretaña, en cooperación con J. Arthur Rango, produjo la película John Wesley. La película era un vivo-acción re-diciendo de la historia de la vida de John Wesley, con Leonard Sachs cuando John Wesley y Curigwen Lewis cuando Susanna Wesley.
En 2009, un largometraje más ambicioso, Wesley, fue producido por Foundery Cuadros. Fue protagonizado por Burgess Jenkins como John Wesley, June Lockhart como Susanna Wesley, y R. Keith Harris como Charles Wesley.

## Lectura adicional
- Clarke, Eliza. Susanna Wesley. Londres: W. H. Allen, 1886.
- Kirk, Rev John. Madre del Wesleys. Londres: Jarrold, 1868.
- Ludwig, Charles.  Madre de John y Charles: Susanna Wesley. Milford:  Mott Medios de comunicación, 1984.
- McMullen, Michael. Oraciones y Meditaciones de Susanna Wesley. Peterborough: Methodist Casa editorial, 2000.
- Newton, John Un. Susanna: Susanna Wesley y el Puritan Tradición en Methodism. ISBN 0-7162-0562-9.
- Rogal, Samuel J.  El Epworth Mujeres: Susanna Wesley y sus Hijas.  Recuperado 30 de abril de 2009.
- Wakeley, J. B. Anécdotas del Wesleys: Ilustrativo de Su Carácter e Historia Personal. Nueva York: Nelson & Phillips, 1869.
- Wesley, Susanna.  Susanna Wesley: Las Escrituras Completas. ed., Charles Wallace Jr.  Oxford Y Nueva York: Oxford Prensa Universitaria, 1997.